# Finn Helgesen
Finn Helgesen (ur. 25 kwietnia 1919 w Drammen, zm. 3 września 2011 w Lørenskog) – norweski łyżwiarz szybki, mistrz olimpijski.

## Kariera
Największy sukces w karierze Finn Helgesen osiągnął podczas igrzysk olimpijskich w Sankt Moritz w 1948 roku, gdzie zdobył złoty medal w biegu na 500 m. W zawodach tych wyprzedził bezpośrednio swego rodaka Thomasa Byberga oraz dwóch reprezentantów USA: Kennetha Bartholomew i Roberta Fitzgeralda. Wszyscy trzej łyżwiarze zajęli ex aequo drugie miejsce. Na rozgrywanych cztery lata później igrzyskach w Oslo na tym samym dystansie był piąty. Uzyskał wtedy taki sam czas jak Gordon Audley i Arne Johansen, którzy zajęli trzecie miejsce, ale ponieważ Audley pokonał go w parze, Helgesen zajął piąte miejsce. Nigdy nie wystąpił na mistrzostwach świata. Pięciokrotnie stawał na podium mistrzostw kraju, w tym w latach 1947 i 1949 wygrywał na dystansie 500 m.